# Cynorta camachoi
Cynorta camachoi is een hooiwagen uit de familie Cosmetidae.